# Конюхова, Анастасия Евгеньевна
Анастасия Евгеньевна Конюхова (13 апреля 1995, Монино, Московская область) — российская футболистка, полузащитница. Выступала за сборную России.

## Биография

### Клубная карьера
Воспитанница подмосковных училищ олимпийского резерва из городов Серебряные Пруды и Звенигород, первый тренер — Виктор Николаевич Милаков. Позднее выступала за молодёжный состав «Россиянки». Победительница всероссийской Спартакиады учащихся.
В высшей лиге России дебютировала 20 апреля 2014 года в матче против «Измайлово». В своём первом сезоне провела один матч, в 2015 году — два матча. По итогам сезона 2015 года её команда стала вице-чемпионом России.
С 2016 года выступала за московский ЦСКА, является игроком основного состава. Обладательница Кубка России 2017 года. В 2019 году ЦСКА стал чемпионом России, спортсменка приняла участие только в 6 матчах из 21, а по окончании сезона покинула клуб.

### Карьера в сборной
Выступала за юниорскую и молодёжную сборные России.
В национальной сборной России дебютировала 23 октября 2016 года в матче против Бельгии. В ноябре 2017 года провела ещё два матча, также против Бельгии, после чего за сборную более не играла.

## Личная жизнь
Есть сестра-близнец Алевтина и два младших брата.